# Supremo Consejo de Francia
El Supremo Consejo de Francia (en idioma francés: Suprême Conseil de France) es una organización de carácter francmasonico fundada en Francia en 1804 para la obediencia del Rito Escocés Antiguo y Aceptado, siendo una de las primeros en el mundo, tras el Supremo Consejo de la Juridisción Sur de los Estados Unidos en difundir el grado máximo del rito, llamado grado 33º. A su vez, fue fundadora a finales del siglo XIX de la Gran Logia de Francia. El Supremo Consejo de Francia fue la autoridad dogmática de referencia del Rito a la vez que responsable de organizar algunas de las más solemnes ceremonias masónicas.
Un acuerdo con el Gran Oriente de Francia, permitió al Supremo Consejo de Francia practicar exclusivamente los grados más avanzados, del 19º al 33º, reservando para el Gran Oriente los 18 primeros. A pesar de que hacia 1815 la mayor parte de los dirigentes del Supremo Consejo de Francia habían abandonado la organización en favor del Gran Oriente, a lo largo del siglo XIX fue afirmando su carácter independiente, creando logias simbólicas que administrando los 3 primeros grados del rito, se encontraban agrupadas en una Gran Logia o un Gran Oriente.
En 1894, el Supremo Consejo de Francia creó la Gran Logia de Francia, que devino independiente en 1908, aunque la autoridad dogmática sobre el rito escocés permaneció bajo la tutela del Supremo Consejo. 
En 1964, una nueva escisión de miembros dirigentes del Supremo Consejo de Francia resultó en la fundación del Supremo Consejo para Francia, bajo la tutela de la Gran Logia Nacional Francesa, siendo reconocido por el Supremo Consejo de la Juridisción Sur de los EE. UU. como la única autoridad del rito escocés para el país galo.